# Bomolocha albisignalis
Bomolocha albisignalis là một loài bướm đêm trong họ Noctuidae.